# Valle d'Aosta
Aostadalen (italiensk: Valle d'Aosta, fransk: Vallée d'Aoste) er en italiensk region i den nordvestligste del af landet. Det er Italiens mindste og tyndest befolkede region. Aostadalen har et areal på 3.263 km² og har omkring 126.000 indbyggere. Regionen grænser op til Frankrig mod vest, Schweiz mod nord og regionen Piemonte mod syd. Mange af regionens indbyggere er fransktalende.
Regionshovedstaden er Aosta. Hovederhvervet er turisme. Aostadalen har mere end 20 skisportssteder.
Fra Courmayeur i Aosta-dalen fører Mont Blanc-tunnelen hovedvejstrafikken gennem Alperne til Chamonix i Arve-dalen i Frankrig.

## Bjergpas i dalen
- Fra Aosta går vej til Schweiz via bjergpasset Col du Grand-Saint-Bernard.

- Fra byen Pré-Saint-Didier tæt ved Courmayeur er der adgang til byen Bourg-Saint-Maurice i Tarentaise-dalen i Frankrig via bjergpasset Col du Petit-Saint-Bernard.[8]

- Fra byen Morgex går vejpasset Colle San Carlo mod Frankrig via byen La Thuile, hvor pasvejen herefter følger vejen, der udgør Col du Petit-Saint-Bernard.[9]

## Galleri
- Aosta-dalen
- Courmayeur i Aosta-dalen
- Monte Bianco (Mont Blanc) set fra Italienske side
- Gran Paradiso
- Monte Rosa set fra Italien
- Bjergpasset Grand-Saint-Bernard

## Bjergtinder
- Monte Bianco 4.810 m.o.h.[10]
- Monte Rosa 4.634 m.o.h.[11]
- Cervino (Monte Cervino) (Matterhorn) 4.478 m.o.h.[12]
- Grand Paradiso 4.061 m.o.h.[13]

## Natur
I dalen findes fire bjergtinder over 4.000 m.o.h. samt Gran Paradiso National Park. Tillige Mont Avic Natural Park.
Fra Courmayeur er det muligt at køre med svævebane (skilift) tværs over Mont Blanc Massivet til Chamonix i Arve-dalen i Frankrig.

## Historie
I middelalderen var Aosta-dalen en obligatorisk passage for alpine passager. Toldopkrævninger var således en vigtig kilde til magt og indkomst. Da Aosta-dalen ikke var direkte kontrolleret af nogen myndighed, var det let at tage landet og udpege sig selv som dets herre; derfor flyttede lokale adelsmænd væk fra byerne på jagt efter jord, hvor de kunne udvide deres domæner. Slotte, tårne og befæstede huse opstod i utilgængelige højder for at dominere store landområder ovenfra.
I dalen findes mere end 100 slotte, borge, fæstninger m.v.

### Minedrift
Aosta-dalen har et stort antal nedlagte miner. I det 17. og 18. århundrede blev jern- og kobberminerne brugt til at imødekomme de voksende anmodninger fra våbenfabrikkerne i Savoyen. I nogle af de nedlagte miner er det stadig muligt at observere infrastrukturer, der blev brugt til mineaktiviteten.

## Alpint skiløb
I dalen findes blandt andet skiområderne:
- Cervinia[20]
- Courmayeur[21]
- La Thuile[22]
- Gressoney[23]